# CBBC
CBBC (també conegut com al CBBC Channel o el canal CBBC) és un canal de televisió infantil britànic d'emissió pública gratuïta propietat i gestionat per la BBC. També és la marca que s'utilitza per a tot el contingut de la BBC per a nens de 6 a 12 anys. El seu canal germà CBeebies emet programació i contingut per a nens menors de 6 anys. S'emet cada dia de 7:00 a 19:00 (de 7:00 a 21:00 de l'11 d'abril de 2016 al 4 de gener de 2022), en temps compartit amb BBC Three.